# Grande Prêmio do Brasil de 1980
Resultados do Grande Prêmio do Brasil de Fórmula 1 realizado em Interlagos em 27 de janeiro de 1980. Segunda etapa da temporada, nela o francês René Arnoux, da Renault, conseguiu a primeira vitória de sua carreira.

## Resumo

### Interlagos em xeque
Em meio ao improviso logístico para viabilizar a prova em Buenos Aires sob o pretexto de melhorar a segurança daquela pista, surgiram críticas a Interlagos pelo mesmo motivo e nesse ínterim o campeão mundial Jody Scheckter foi rigoroso em seu julgamento: "Interlagos continua sem segurança", disse ele na quarta-feira anterior à corrida. Presidente da Grand Prix Drivers' Association, o sul-africano correrá sob protesto afim de evitar problemas com a Ferrari, mas revelou que o sentimento de protesto ainda pairava sobre os corredores e isso estimulava muxoxos a respeito de uma greve ou boicote à etapa brasileira. Ao descrever quais trechos considerava mais perigosos, o piloto ferrarista citou as curvas Um, Dois e do Sol, mas não sem antes ironizar: "Realmente notei que a grama foi cortada. Eles continuam aqui fazendo coisas pequenas. Mas na minha opinião o circuito continua sem segurança". Por ironia do destino, o carro de Emerson Fittipaldi perdeu a aderência na Curva do Sol dois dias depois e bateu na grade de proteção a 270 km/h, mas para alívio geral o brasileiro não sofreu nada além de um susto.
As ameaças de boicote ao Grande Prêmio do Brasil devido às más condições de Interlagos repercutiram junto à FOCA. Em meio ao burburinho da prova, o todo-poderoso Bernie Ecclestone contatou a Riotur para levar a Fórmula 1 de volta a Jacarepaguá, sede da etapa brasileira em 1978. Simpático à ideia de competir no Rio de Janeiro, o dirigente teria ao seu dispor um autódromo recém-construído sob a égide da FISA e estaria isento das lamúrias quanto à segurança, sem mencionar a preservação de sua autoridade e os benefícios de correr numa das cidades mais famosas do mundo. Em sentido inverso, manter a Fórmula 1 em São Paulo parecia cada vez menos convidativo, afinal não houve congestionamento a caminho ou nas cercanias de Interlagos e as arquibancadas não estavam cheias como outrora, sinais evidentes do desinteresse do público. Além disso, para resolver seus problemas crônicos de manutenção e bancar as reformas necessárias, o autódromo paulistano precisaria levantar US$ 1 milhão em valores da época (correspondentes a Cr$ 50 milhões) não havendo quem quisesse despender tal soma.
Na sexta-feira a Renault capturou a primeira fila com Jean-Pierre Jabouille à frente de René Arnoux enquanto Ligier e Ferrari alternaram-se nas posições seguintes com Alan Jones, o líder do campeonato, em sétimo a bordo da Williams. Quanto aos brasileiros, Nelson Piquet ficou em décimo e Emerson Fittipaldi em décimo nono graças a um vazamento de água no motor e amortecedores ruins. O tempo de Jabouille foi tão excelso que assegurou-lhe a pole positon no sábado, mas Didier Pironi capturou o segundo posto em sua Ligier JS11 enquanto Gilles Villeneuve (Ferrari) e Carlos Reutemann (Williams) vinham a seguir, com Nelson Piquet em nono e Emerson Fittipaldi na mesma posição de outrora.

### Primeira vez de Arnoux
Pouco antes da prova duas garotas fizeram topless antes que a polícia as retirassem da pista, mas tão logo o inusitado teve fim a normalidade voltou a reinar. Quando os carros largaram sobressaiu-se o arrojo de Gilles Villeneuve quando este saltou à frente e contornou a primeira curva na liderança, entrementes o bom arranque do piloto canadense não resultou em nada, pois tão logo Jean-Pierre Jabouille despejou potência do seu turbo, o francês da Renault tomou a ponta de maneira segura enquanto um trio de compatriotas formado por Pironi, Laffite e Arnoux derrubava a Ferrari de Villeneuve para a quinta posição. Enquanto isso Mario Andretti rodou e saiu da prova enquanto Carlos Reutemann ficou a pé devido a um semieixo quebrado. Por outro lado nomes como Elio de Angelis e Alan Jones subiam de posição em meio às refregas no ondulado asfalto de Interlagos quase sem ninguém notar.
Confiante, Jean-Pierre Jabouille viu Jacques Laffite abandonar por falha elétrica enquanto Didier Pironi teve que efetuar uma troca de pneus e assim a Renault firmou a dobradinha após catorze voltas, entretanto uma quebra de motor dez voltas mais tarde fez de René Arnoux o novo líder da prova. A essa altura Nelson Piquet já estava fora de combate há algum tempo: após cair para o décimo terceiro posto, o brasileiro estava em sexto quando furou um pneu à altura do Laranjinha e tão logo foi aos boxes e regressou à pista ficou a pé na Curva do Sol quando seu Brabham BT49 quebrou a suspensão. Pior foi a situação na equipe dos irmãos Fittipaldi, afinal quando Keke Rosberg forçou uma ultrapassagem sobre Emerson Fittipaldi o mesmo desacelerou para evitar uma batida e mostrou-se irritado com o "arrojo excessivo" de seu companheiro de time; para Rosberg, entretanto, foi apenas uma questão de ultrapassar outro competidor mediante uma tomada de curva na qual, frise-se, Emerson Fittipaldi deixou mais espaço do que recomendava sua experiência. Em suma, "o bicampeão reclamou publicamente de Rosberg por tê-lo ultrapassado no que julgou uma manobra perigosa". Com mais veemência do que o habitual, mas reclamou.
Alheio aos infortúnios de quem vinha atrás, René Arnoux manteve a toada com Elio de Angelis e Alan Jones a uma certa distância. Naquela altura a única preocupação na cabeça do baixinho francês (carinhosamente chamado de "tampinha" pela torcida brasileira) era completar as dezesseis voltas restantes e receber a bandeira quadriculada, algo que efetivamente ocorreu após uma hora e quarenta minutos de prova. Feliz por sua primeira vitória na Fórmula 1, Arnoux viu a gasolina acabar após a bandeirada, mas uma providencial carona de Riccardo Patrese o levou à cerimônia de premiação onde o francês encontrou Elio de Angelis (bastante festejado por seu pai, por Mario Andretti e pela equipe ao subir pela primeira vez ao pódio), da Lotus, e Alan Jones em terceiro após uma corrida opaca a bordo da Williams. Merece destaque também o quarto lugar de Didier Pironi numa prova de recuperação com sua Ligier enquanto Alain Prost foi o quinto guiando uma McLaren e Riccardo Patrese cruzou em sexto com a Arrows.
Graças à sua resiliência, Alan Jones manteve-se na liderança do mundial de pilotos com 13 pontos, mesma contagem da Williams entre as equipes, vindo a seguir René Arnoux com nove graças ao segundo triunfo na história da Renault a contar do Grande Prêmio da França de 1979 e na disputa pelo terceiro lugar temos um empate entre Nelson Piquet e Elio de Angelis, cada um com seis pontos, mesmo escore de Brabham e Lotus, escuderias defendidas pelos dois. 

### Dez anos de ausência
Foi a última corrida no antigo traçado do Autódromo de Interlagos e a última prova de Fórmula 1 no local até o Grande Prêmio do Brasil de 1990, quando uma reforma nas instalações do circuito e na pista propiciou o regresso da categoria a São Paulo.

## Classificação

### Treinos
| Pos.   | Nº | Piloto                | Construtor      | Tempo   | Dif.   |
| ------ | -- | --------------------- | --------------- | ------- | ------ |
| 1      | 15 | Jean-Pierre Jabouille | Renault         | 2:21.40 | -      |
| 2      | 25 | Didier Pironi         | Ligier-Ford     | 2:21.65 | + 0.25 |
| 3      | 2  | Gilles Villeneuve     | Ferrari         | 2:22.17 | + 0.77 |
| 4      | 28 | Carlos Reutemann      | Williams-Ford   | 2:22.26 | + 0.86 |
| 5      | 26 | Jacques Laffite       | Ligier-Ford     | 2:22.30 | + 0.90 |
| 6      | 16 | René Arnoux           | Renault         | 2:22.31 | + 0.91 |
| 7      | 12 | Elio de Angelis       | Lotus-Ford      | 2:22.40 | + 1.00 |
| 8      | 1  | Jody Scheckter        | Ferrari         | 2:23.02 | + 1.62 |
| 9      | 5  | Nelson Piquet         | Brabham-Ford    | 2:23.16 | + 1.76 |
| 10     | 27 | Alan Jones            | Williams-Ford   | 2:23.38 | + 1.98 |
| 11     | 11 | Mario Andretti        | Lotus-Ford      | 2:23.46 | + 2.06 |
| 12     | 14 | Clay Regazzoni        | Ensign-Ford     | 2:24.85 | + 3.45 |
| 13     | 12 | Alain Prost           | McLaren-Ford    | 2:24.95 | + 3.55 |
| 14     | 29 | Riccardo Patrese      | Arrows-Ford     | 2:25.06 | + 3.66 |
| 15     | 21 | Keke Rosberg          | Fittipaldi-Ford | 2:25.74 | + 4.34 |
| 16     | 29 | Jochen Mass           | Arrows-Ford     | 2:25.75 | + 4.35 |
| 17     | 23 | Bruno Giacomelli      | Alfa Romeo      | 2:25.80 | + 4.40 |
| 18     | 6  | Ricardo Zunino        | Brabham-Ford    | 2:26.53 | + 5.13 |
| 19     | 20 | Emerson Fittipaldi    | Fittipaldi-Ford | 2:26.86 | + 5.46 |
| 20     | 9  | Marc Surer            | ATS-Ford        | 2:27.10 | + 5.70 |
| 21     | 22 | Patrick Depailler     | Alfa Romeo      | 2:27.11 | + 5.71 |
| 22     | 3  | Jean-Pierre Jarier    | Tyrrell-Ford    | 2:27.15 | + 5.75 |
| 23     | 7  | John Watson           | McLaren-Ford    | 2:27.29 | + 5.89 |
| 24     | 4  | Derek Daly            | Tyrrell-Ford    | 2:28.10 | + 6.70 |
| DNQ    | 10 | Jan Lammers           | ATS-Ford        | 2:29.54 | + 8.14 |
| DNQ    | 18 | David Kennedy         | Shadow-Ford     | 2:30.52 | + 9.12 |
| DNQ    | 17 | Stefan Johansson      | Shadow-Ford     | 2:31.48 | +10.08 |
| DNQ    | 31 | Eddie Cheever         | Osella-Ford     | 2:34.52 | +13.12 |
| Fonte: |    |                       |                 |         |        |

### Corrida
| Pos    | Nº | Piloto                | Construtor      | Voltas | Tempo/Diferença | Grid | Pontos |
| ------ | -- | --------------------- | --------------- | ------ | --------------- | ---- | ------ |
| 1      | 16 | René Arnoux           | Renault         | 40     | 1:40:01.33      | 6    | 9      |
| 2      | 12 | Elio de Angelis       | Lotus-Ford      | 40     | + 21.86         | 7    | 6      |
| 3      | 27 | Alan Jones            | Williams-Ford   | 40     | + 1:06.11       | 10   | 4      |
| 4      | 25 | Didier Pironi         | Ligier-Ford     | 40     | + 1:40.13       | 2    | 3      |
| 5      | 8  | Alain Prost           | McLaren-Ford    | 40     | +1:45.41        | 13   | 2      |
| 6      | 29 | Riccardo Patrese      | Arrows-Ford     | 39     | + 1 volta       | 14   | 1      |
| 7      | 9  | Marc Surer            | ATS-Ford        | 39     | + 1 volta       | 20   |        |
| 8      | 6  | Ricardo Zunino        | Brabham-Ford    | 39     | + 1 volta       | 18   |        |
| 9      | 21 | Keke Rosberg          | Fittipaldi-Ford | 39     | + 1 volta       | 15   |        |
| 10     | 30 | Jochen Mass           | Arrows-Ford     | 39     | + 1 volta       | 16   |        |
| 11     | 7  | John Watson           | McLaren-Ford    | 39     | + 1 volta       | 23   |        |
| 12     | 3  | Jean-Pierre Jarier    | Tyrrell-Ford    | 39     | + 1 volta       | 22   |        |
| 13     | 23 | Bruno Giacomelli      | Alfa Romeo      | 39     | + 1 volta       | 17   |        |
| 14     | 4  | Derek Daly            | Tyrrell-Ford    | 38     | + 2 voltas      | 24   |        |
| 15     | 20 | Emerson Fittipaldi    | Fittipaldi-Ford | 38     | + 2 voltas      | 19   |        |
| 16     | 2  | Gilles Villeneuve     | Ferrari         | 36     | Válvula         | 3    |        |
| Ret    | 22 | Patrick Depailler     | Alfa Romeo      | 33     | Elétrico        | 21   |        |
| Ret    | 15 | Jean-Pierre Jabouille | Renault         | 25     | Turbo           | 1    |        |
| Ret    | 5  | Nelson Piquet         | Brabham-Ford    | 14     | Suspensão       | 9    |        |
| Ret    | 26 | Jacques Laffite       | Ligier-Ford     | 13     | Pane elétrica   | 5    |        |
| Ret    | 14 | Clay Regazzoni        | Ensign-Ford     | 13     | Motor           | 12   |        |
| Ret    | 1  | Jody Scheckter        | Ferrari         | 10     | Motor           | 8    |        |
| Ret    | 11 | Mario Andretti        | Lotus-Ford      | 1      | Rodou           | 11   |        |
| Ret    | 28 | Carlos Reutemann      | Williams-Ford   | 1      | Semieixo        | 4    |        |
| DNQ    | 10 | Jan Lammers           | ATS-Ford        |        |                 |      |        |
| DNQ    | 18 | David Kennedy         | Shadow-Ford     |        |                 |      |        |
| DNQ    | 17 | Stefan Johansson      | Shadow-Ford     |        |                 |      |        |
| DNQ    | 31 | Eddie Cheever         | Osella-Ford     |        |                 |      |        |
| Fonte: |    |                       |                 |        |                 |      |        |

## Tabela de campeonato após a corrida
| Pos.   | Pilotos         | Pontos |
| ------ | --------------- | ------ |
| 1      | Alan Jones      | 13     |
| 2      | René Arnoux     | 9      |
| 3      | Nelson Piquet   | 6      |
| 4      | Elio de Angelis | 6      |
| 5      | Keke Rosberg    | 4      |
| Fonte: |                 |        |

| Pos.   | Construtor      | Pontos |
| ------ | --------------- | ------ |
| 1      | Williams-Ford   | 13     |
| 2      | Renault         | 9      |
| 3      | Brabham-Ford    | 6      |
| 4      | Lotus-Ford      | 6      |
| 5      | Fittipaldi-Ford | 4      |
| Fonte: |                 |        |

- Nota: Somente as primeiras cinco posições estão listadas. As quatorze etapas de 1980 foram divididas em dois blocos de sete e neles cada piloto podia computar cinco resultados válidos não havendo descartes no mundial de construtores.